# (9783) Tensho-kan
(9783) Tensho-kan (1994 YD1) – planetoida z pasa głównego asteroid okrążająca Słońce w ciągu 4,36 lat w średniej odległości 2,67 j.a. Odkryta 28 grudnia 1994 roku.